# Buzet-sur-Tarn
Buzet-sur-Tarn is een gemeente in het Franse departement Haute-Garonne in de regio Occitanie. De plaats maakt deel uit van het arrondissement Toulouse. Buzet-sur-Tarn telde op 1 januari 2022 2.847 inwoners.

## Geografie
De oppervlakte van Buzet-sur-Tarn bedroeg op 1 januari 2022 30,19 vierkante kilometer; de bevolkingsdichtheid was toen 94,3 inwoners per km².

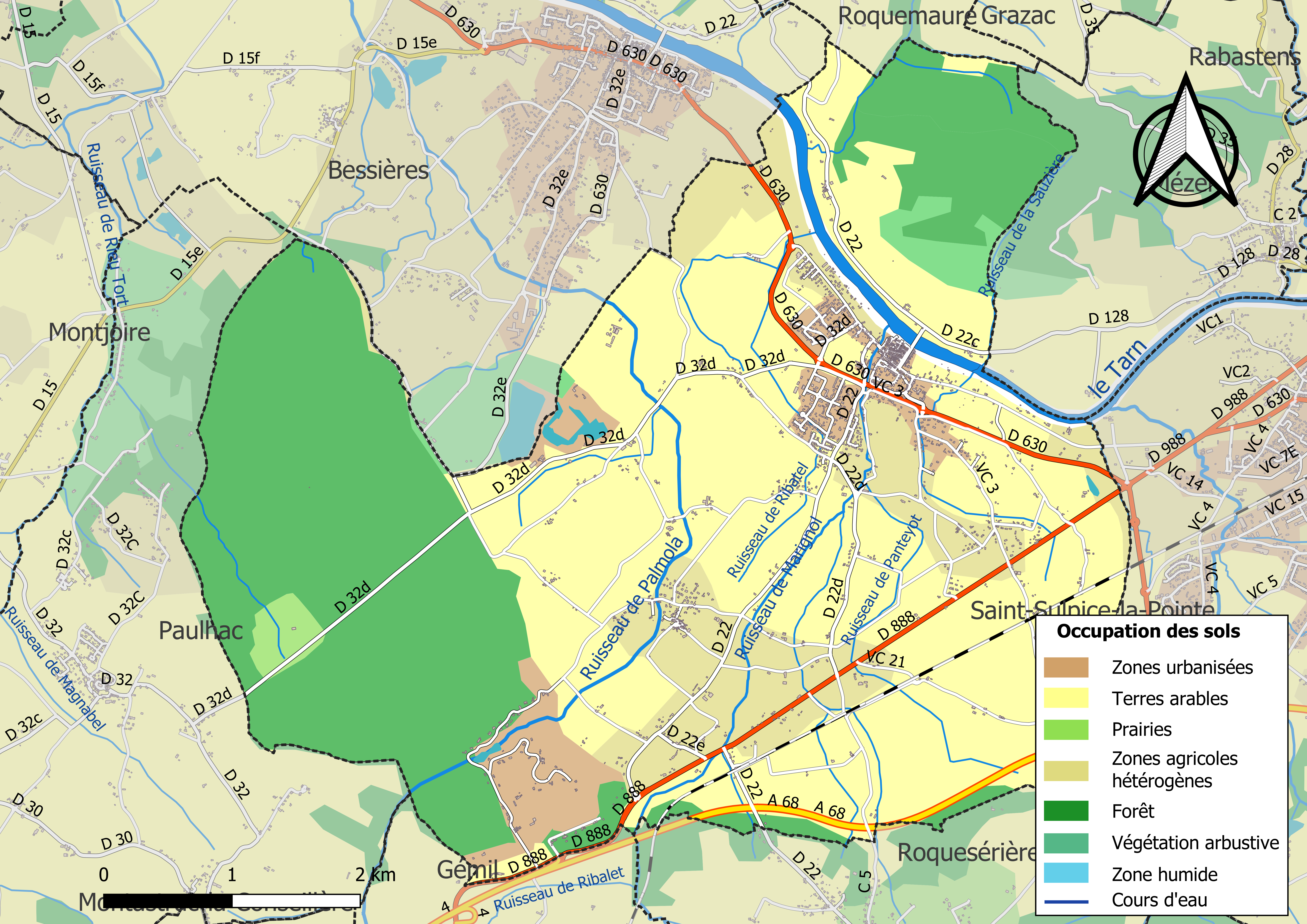
Kaart van de gemeente met belangrijkste infrastructuur, bodemgebruik en omliggende gemeenten

## Demografie
Onderstaande figuur toont het verloop van het inwonertal (bron: INSEE-tellingen).